# Апология протеста
Апология протеста — российская правозащитная организация специализирующаяся на юридическую помощь задержанным на митингах. Проект международной правозащитной группы Агора.

## История
Служба начала работать не с нуля. В 2016—2017 годах Алексей Глухов с коллегами защищали более сотни мирных демонстрантов по результатам митингов 26 марта 2017.
И хотя официальной даты создания нет, первое появление в СМИ датируется августом 2018 года.
21 сентября 2018 Апология протеста представила доклад «Политическое насилие как норма без права на мнение» о насилии в отношении гражданских активистов.
С 2020 года на официальном сайте организации публикуются отчёты о проделанной работе судя по которым в производстве Апологии было более 2000 дел.
В сентябре 2021 на главу «Апологии протеста» Алексея Глухова составили 9 протоколов о «нежелательной организации» и один за экстремизм.